# 伯里合不花墓
伯里合不花墓，位于山西省运城市闻喜县东镇西街村北500米，是中华人民共和国山西省文物保护单位之一。
1965年5月24日，授予山西省文物保护单位，是一座古墓葬，为伯里合不花的墓穴。